# Cadillac Serie 10
La Serie 10, la Serie 20 e la Serie 30  sono stati tre modelli di autovettura di lusso strettamente correlati che sono stati prodotti dalla Cadillac dal 1934 al 1935.

## Storia
Le tre vetture erano alla base dell'offerta Cadillac. I tre modelli differivano dalle dimensioni a dal tipo di carrozzeria installata. La Serie 10 aveva un passo di 3.251 mm, mentre la Serie 20 e la Serie 30 avevano un interasse, rispettivamente, di 3.454 mm e 3.708 mm.
Rispetto alla Serie 355, ovvero al modello che sostituirono, i tre modelli possedevano un telaio completamente rivisto ed un nuovo avantreno. Le sospensioni anteriori erano a molle elicoidali e ammortizzatori telescopici. Era inoltre presente una barra stabilizzatrice.
Il motore era un V8 da 5,8 L di cilindrata e 120 CV di potenza. Quest'ultima, rispetto a quella erogata dal propulsore del modello antenato, fu aumentata grazie all'incremento del rapporto di compressione, che arrivò infatti a 6,25:1. Anche la linea della carrozzeria fu aggiornata. Nel 1935 il motore venne potenziato a 130 CV. Il prezzo variava dai 2.395 dollari per una Serie 10 versione coupé ai 5.595 dollari per una Serie 30 cabriolet.
Nel 1935 furono predisposte due versioni speciali a passo lungo da 4.064 mm che erano destinate ad essere utilizzate come ambulanza e carro funebre.
La produzione totale di Serie 10, 20 e 30 fu di 8.318 esemplari. Nel 1936 i tre modelli furono sostituiti dalla Serie 60.
| Dati Cadillac Serie 10/20/30 (1934/35) |                  |              |             |                |             |               |
| Anno                                   | Cilindrata (cm³) | Potenza (PS) | Passo (mm)  | Lunghezza (mm) | Peso (kg)   | Prezzo (US-$) |
| 1934                                   | 5.786            | 120          | 3.251-3.708 | 5.230-5.780    | 2.045-2.559 | 2.395-5.595   |
| 1935                                   | 5.786            | 130          | 3.251-4.064 | 5.270-5.780    | 2.045-2.559 | 2.345-5.595   |